# August Lodewijk van Anhalt-Köthen
August Lodewijk van Anhalt-Köthen (Köthen, 9 juni 1697 – aldaar, 6 augustus 1755) was van 1728 tot aan zijn dood vorst van Anhalt-Köthen. Hij behoorde tot het huis Ascaniërs.

## Levensloop
August Lodewijk was de derde zoon uit het morganatische huwelijk van vorst Emanuel Lebrecht van Anhalt-Köthen en Gisela Agnes van Rath, vanaf 1694 rijksgravin van Nienburg. Omdat in 1702 het eerstgeboorterecht werd ingevoerd in Anhalt-Köthen kreeg hij van zijn oudere broer Leopold het slot en het land van Warmsdorf toegewezen. 
Na het overlijden van zijn broer Leopold erfde hij in 1728 het vorstendom Anhalt-Köthen. Hij kwam al snel in conflict met Leopolds weduwe Charlotte Frederica van Nassau-Siegen, die weduwegeld eiste, en haar dochter Gisela Agnes, die een deel van de erfenis eiste. Uiteindelijk werd August Lodewijk gedwongen om jaarlijks 200.000 rijksdaalders te betalen aan Charlotte Frederica en 350.000 rijksdaalders aan Gisela Agnes. Hierdoor belandde het vorstendom Anhalt-Köthen diep in de schulden.
August Lodewijk stierf op 58-jarige leeftijd. Hij werd bijgezet in de vorstencrypte van de Sint-Jacobskerk in Köthen.

## Huwelijken en nakomelingen
In januari 1722 huwde hij met zijn eerste echtgenote Agnes Wilhelmina van Wuthenau (1700-1725). Omdat ze tot een geslacht van een lage adel behoorde, was het een morganatisch huwelijk. In 1721 werd Agnes tot gravin van Warmsdorf verheven. Ze kregen twee dochters:
- Gisela Henriette (1722-1724)
- Agnes Leopoldine (1724-1766)

In januari 1726 huwde August Lodewijk met zijn tweede echtgenote Emilie van Promnitz. (1708-1732), dochter van graaf Erdmann II. Ze kregen vijf kinderen:
- Christiane Anna Agnes (1726-1790), huwde in 1744 met graaf Hendrik Ernst van Stolberg-Wernigerode
- Frederik August (1727-1729)
- Johanna Wilhelmina (1728-1786), huwde in 1749 met vorst Johan Karel Frederik van Carolath-Beuthen
- Karel George Lebrecht (1730-1789), vorst van Anhalt-Köthen
- Frederik Erdmann (1731-1797), vorst van Anhalt-Köthen-Pleß

In november 1732 huwde hij met zijn derde echtgenote Anna van Promnitz (1711-1765), een zus van zijn vorige echtgenote. Ze kregen twee dochters:
- Charlotte Sophia (1733-1770)
- Maria Magdalena (1735-1783)